# McFly
McFLY é uma banda inglesa de pop rock / pop punk que alcançou a fama em 2004. A banda, formada em Londres, tem como membros Tom Fletcher, Danny Jones, Dougie Poynter e Harry Judd. Tinham contrato assinado com a gravadora Island Records desde o seu lançamento em 2004, até dezembro de 2007, antes de criar sua própria gravadora, a Super Records. Em 2010, voltaram a assinar com a gravadora.
O álbum de estreia do McFLY, Room on the 3rd Floor, estreou em primeiro lugar no UK Albums Chart e recebeu o disco de platina duplo; depois disso, eles tornaram-se a banda mais jovem a ter um álbum de estreia em primeiro lugar no Reino Unido - um título que anteriormente pertencia aos Beatles. Um mês após o álbum ter sido lançado, a banda teve sua primeira turnê pelo Reino Unido. O segundo álbum da banda, Wonderland, também alcançou o primeiro lugar no Reino Unido e foi lançado em 2005. O seu terceiro álbum, Motion in the Ocean, foi lançado em 6 de novembro de 2006 e ficou na sexta posição no Reino Unido. McFLY lançou sua coletânea musical All the Greatest Hits em 5 de novembro de 2007, que ficou na quarta posição no Reino Unido. O quarto álbum de estúdio da banda, Radio:Active, foi distribuído gratuitamente como um complemento do The Mail on Sunday em 20 de julho de 2008. Em novembro de 2010 a banda lançou seu quinto álbum de estúdio, Above the Noise, que marca uma mudança de estilo musical. Até em março de 2011, McFLY teve dezoito singles top vinte, dos quais sete atingiram a primeira posição no UK Albums Chart.
McFLY apareceu na comédia Just My Luck, estrelada por Lindsay Lohan e Chris Pine, em 2006. A banda representou a si mesma e lançou um álbum homônimo do filme, que também foi utilizado como sua trilha sonora. Eles também participaram de vários projetos de caridade, como  Comic Relief, Children In Need, Live 8 e Sport Relief.
Em novembro de 2013, foi anunciado que o McFly uniria forças com Busted para formar o "supergrupo" McBusted. Eles fizeram uma turnê de 34 shows com músicas do Busted e do McFly. O único membro dos grupos originais a não participar da nova formação foi o ex-cantor Charlie Simpson. Após o retorno de Simpson ao Busted em novembro de 2015, o McFly fez um retorno e vendeu sua Anthology Tour em setembro de 2016. Depois disso, a banda deu um hiato indefinido, com sua conta no Twitter confirmando que os meninos estão se concentrando em projetos individuais em 2018. Em 5 de janeiro de 2019, Poynter confirmou através de um podcast que a banda estaria se reformando naquele ano com um novo álbum e uma turnê.

## História

### 2003-04: Formação eRoom on the 3rd Floor

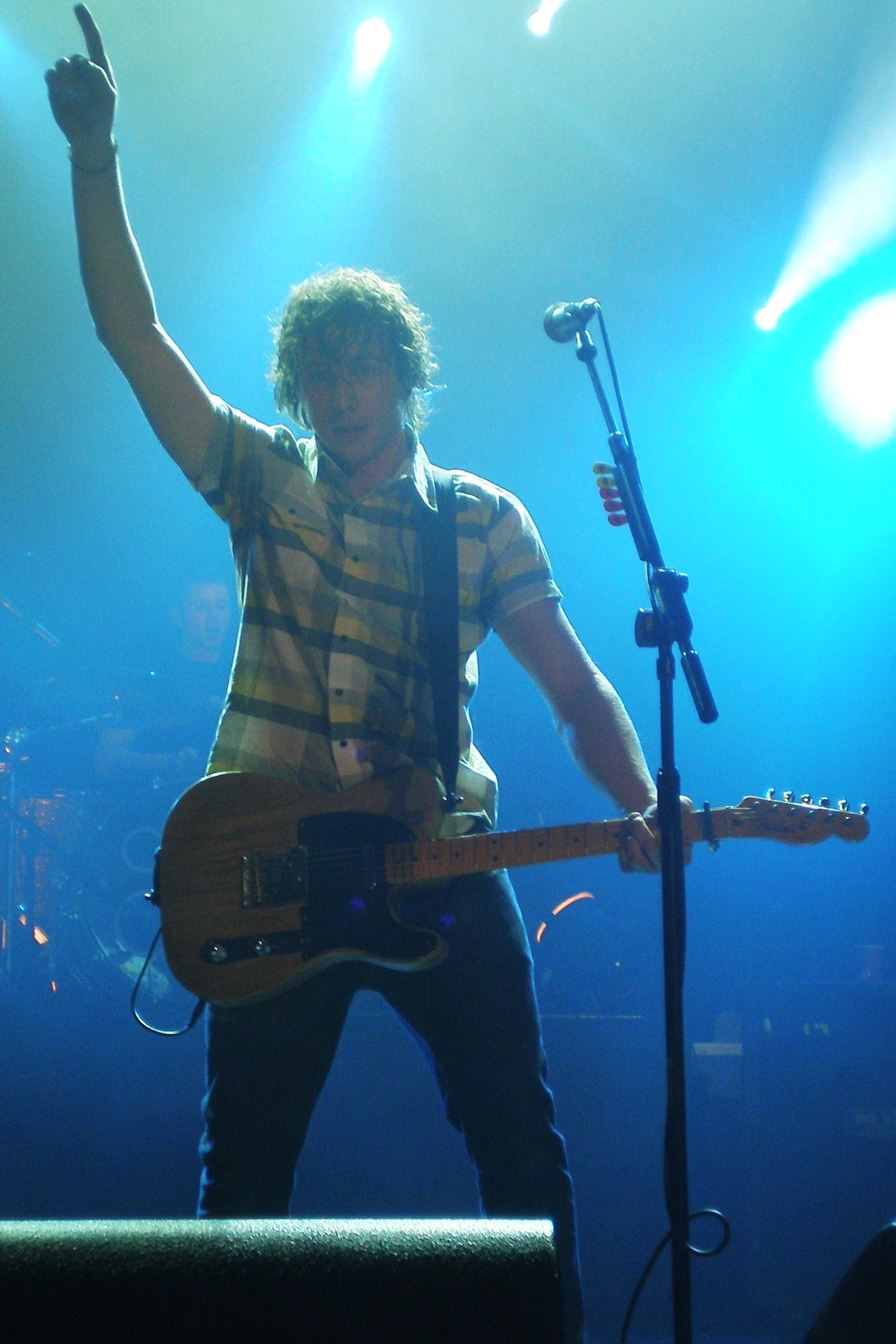
Guitarrista Danny Jones em 2007.

McFLY foi fundada e nomeada por Tom Fletcher. Após fazer uma audição para a banda Busted, a gravadora o convidou para escrever canções para a banda ao lado de seus membros, James Bourne. Enquanto escreviam canções para o segundo álbum do Busted, A Present For Everyone, a gravadora o perguntou se estava disponível para filmar as audições para uma boyband chamada V. Foi durante essas audições que Fletcher encontrou Jones, que audicionou erroneamente para a banda, pensando que seria uma audição para uma banda de rock e não uma boyband, indo com uma guitarra, apesar dos membros apenas cantarem e dançarem. Depois disso, Fletcher o convidou para compor canções com ele e Bourne.
Ao terminaram o projeto com o Busted, os dois começaram a escrever canções para sua própria banda, que, até o momento, não tinha um nome. Eventualmente se mudaram para o Hotel InterContinental durante dois meses, para trabalhar na composição. Mais tarde, os dois colocaram um anúncio na revista NME e fizeram audições para escolher os outros membros da banda, optando por Harry Judd e Dougie Poynter para baterista e baixista, respectivamente. O nome da banda foi escolhido em homenagem a Marty McFly, personagem de Michael J. Fox no filme Back To The Future.
O primeiro single do McFLY, "5 Colours in Her Hair", foi lançado em março de 2004, entrou na primeira posição no UK Singles Chart e permaneceu nessa posição na semana seguinte. Em julho de 2004, seu segundo single, "Obviously", também chegou ao topo dos charts. Isso foi seguido pelo álbum Room on the 3rd Floor debutando no 1º lugar no UK Albums Chart. Esse álbum ganhou o certificado de platina duplo pela BPI e quebrou o record de banda mais jovem a ter o álbum em primeiro lugar, que antes pertencia aos Beatles. A ideia para o nome do álbum veio de onde Jones e Fletcher escreveram a maioria das músicas: quarto 363, no Hotel Intercontinental, em Londres. O terceiro single, "That Girl", perdeu o primeiro lugar do UK Singles Chart para a canção "Real to Me", de Brian McFadden, ficando na posição #3. O quarto single, "Room on the 3rd Floor", chegou à #5 posição.

### 2004-07:WonderlandeJust My Luck
Em Março de 2005, o McFLY lançou seu duplo A-side "All About You/You've Got a Friend", de seu segundo álbum Wonderland. Esse single, assim como o seguinte, "I'll Be OK", chegou à 1# posição no UK Singles Chart. O próprio álbum, lançado em 29 de agosto de 2005, entrou na 1# posição. O terceiro single de Wonderland, "I Wanna Hold You", deu à banda seu sexto single a atingir as três primeiras posições, perdendo a primeira posição para Arctic Monkeys. O quarto e último single do álbum, "Ultraviolet/The Ballad of Paul K", foi lançado em dezembro de 2005, e sua melhor posição foi a #9. Esse álbum ganhou o certificado de Platina no Reino Unido. O McFly intitulou a turnê feita para promover esse álbum de Wonderland Arena Tour, que foi iniciada em 15 de setembro de 2005. Um DVD da turnê, gravado ao vivo no MEN Arena, em Manchester, foi lançado em 28 de novembro, distribuido pela Universal Music.
Em 2007, McFLY virou as atenções para a América, aparecendo no filme de Lindsay Lohan, Just My Luck, lançado em 12 de maio, três dias após a trilha sonora do filme, que incluía canções tiradas de seus dois álbuns anteriores, assim como uma nova versão de "Five Colours In Her Hair" e uma canção inédita, com o mesmo nome do filme. A banda apresentou vários shows em Los Angeles e Nova Iorque e assistiu a estreia americana de Just My Luck em Hollywood.

### 2007-09Motion in the Ocean,All the Greatest HitseRadio:Active

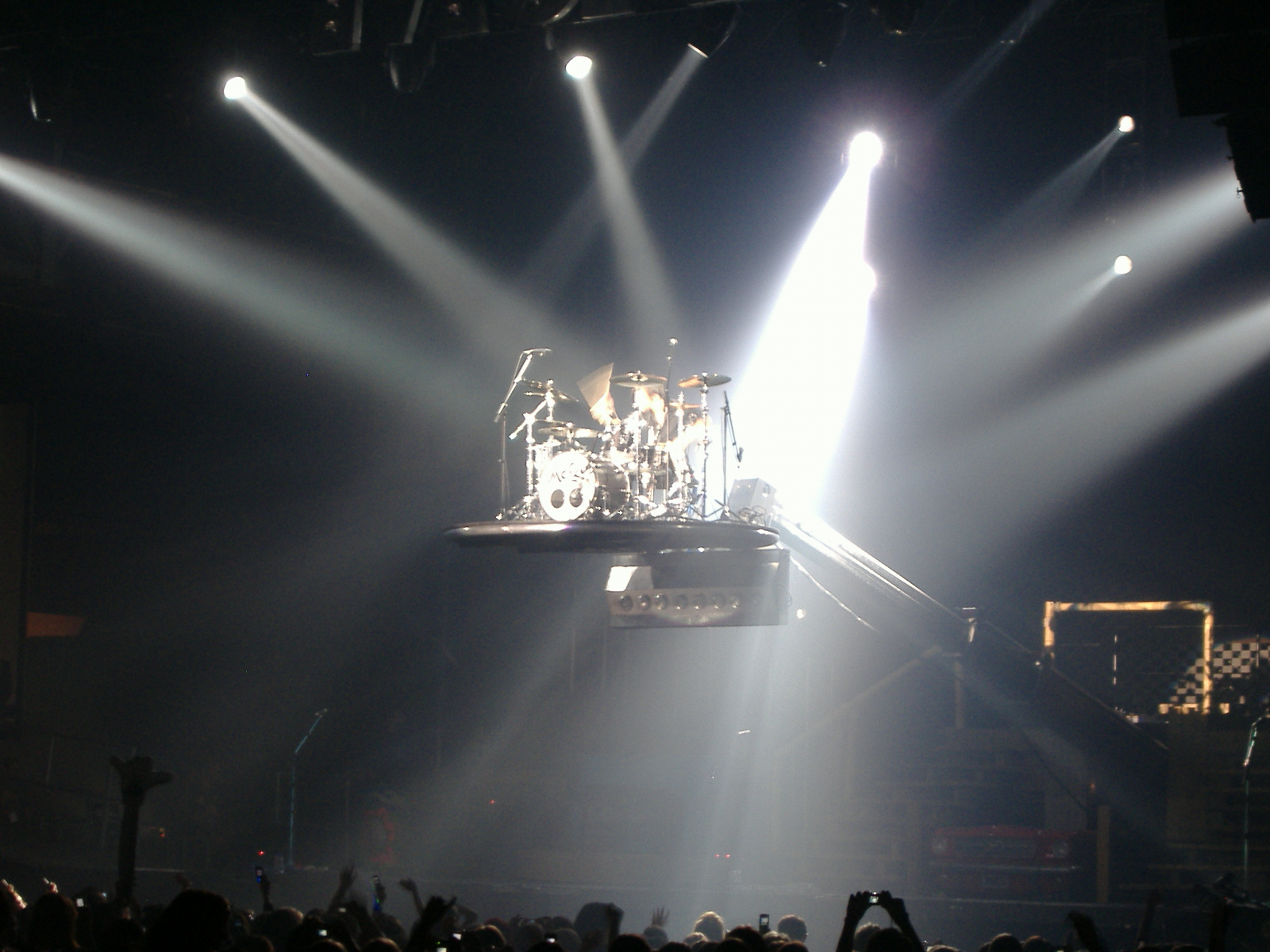
McFly tocando em Dublin

O primeiro single do McFLY em 2006 foi "Please, Please", lançado no Reino Unido como um duplo A-side, ao lado da canção "Don't Stop Me Now", da banda Queen. Esse single alcançou a posição 1# no Reino Unido. Em 14 de setembro de 2006, foi confirmado através de um boletim no site oficial da banda que o terceiro álbum seria chamado Motion in the Ocean. O álbum foi lançado em 6 de Novembro de 2006 e alcançou #6. O segundo single do álbum foi "Star Girl", que chegou à 1# posição na primeira semana. Em 2009, "Star Girl" foi tocada para astronautas no espaço pela NASA, após diversos pedidos de fãs da banda. "Sorry's Not Good Enough/Friday Night", terceiro duplo a-side da banda, alcançou a #3. "Friday Night" foi colocada na trilha sonora do filme americano Night at the Museum e lançado em 22 de dezembro no Canadá e nos Estados Unidos e no dia 26 do mesmo mês no Reino Unido. O seu próximo single, "Baby's Coming Back/Transylvania", foi lançado em 7 de maio de 2007, tornando-se o sétimo #1 da banda. Motion in the Ocean ganhou o certificado de Ouro.
All the Greatest Hits é uma coletânea que reúne os maiores sucessos da banda e três músicas inéditas, sendo uma delas "The Heart Never Lies", lançada como single, alcançando a #3 no Reino Unido. Essa canção foi posteriormente lançada na primera versão do quarto álbum de estúdio da banda, Radio:Active.
Em 20 de maio de 2008, McFly confirmou que seu quarto álbum de estúdio se chamaria Radio:Active. O álbum foi dado gratuitamente como um complemento do The Mail on Sunday, em 20 de julho de 2008 e foi posteriormente lançado nas lojas em 22 de setembro de 2008 com quatro faixas adicionais, um DVD e um folheto de 32 páginas. O álbum foi anunciado após McFly confirmar que eles tinham deixado a Island Records, uma vez que estavam descontentes com algumas das decisões que a gravadora estava tomando. Desde o anúncio da abertura de sua nova gravadora, a Super Records, a banda disse que não rejeita a possibilidade da assinar outras produções, mas que, no momento, estava se concentrando no lançamento de suas "próprias coisas". O primeiro single lançado do álbum Radio:Active foi "One for the Radio", como uma canção sobre a "luta constante para a aceitação da crítica". Esse single chegou a #2 no Reino Unido. O segundo single do álbum, "Lies", foi lançado em setembro de 2008 e alcançou a posição #4 nos charts. O terceiro single do álbum, Do Ya/Stay With Me, foi lançado pelo Children In Need e foi o primeiro single da banda que não alcançou as dez primeiras posições no UK Singles Charts, ficando na posição #18.
Durante a turnê desse álbum, denominada Radio:Active Tour, eles lançaram um DVD, Radio:Active Live at Wembley, que alcançou a #1 no Reino Unido. Nessa turnê, a banda viajou ao Brasil pela primeira vez. Em 2009, também foram confirmados oito shows da banda em sete cidades do Brasil. Eles foram realizados durante os meses de maio e junho.

### 2010-2012:Above the Noise,Memory Lane: The Best of McFlye sexto álbum de estúdio
O quinto álbum de estúdio do McFly, intitulado Above the Noise, é esperado para ser lançado em 15 de novembro de 2010. Segundo Danny Jones, as novas músicas da banda têm influência de Prince e Michael Jackson. Eles trabalharam em parceria com Taio Cruz, que comentou, "Eles são realmente talentosos e foi muito fácil escrevermos uma canção juntos". A banda viajou para Atlanta para compor em colaboração com Dallas Austin, que também produziu algumas das canções do álbum. Antes do lançamento, Tom Fletcher afirmou que "o álbum iria surpreender" as pessoas e que não podia "acreditar no quanto as canções já estavam incríveis". Ele também afirmou que, com o novo material, eles "mudaram e estão seguindo em frente" e que iria começar "uma nova era" na carreira da banda. Em julho de 2010, o McFly exibiu pela primeira vez seu novo logotipo, durante uma apresentação na cidade inglesa Wigan, que foi a última na qual eles cantaram a set list do álbum anterior, Radio:Active.
Seu primeiro single se chama "Party Girl" e foi lançado em setembro de 2010, tendo sido composta pela banda com Dallas Austin. O videoclipe de "Party Girl" foi gravado antes mesmo de seu nome ser revelado. No dia 13 de julho de 2010, os integrantes do McFly realizaram uma coletiva de imprensa para apresentar sua nova música. "Shine a Light", produzida por Taio Cruz, foi lançada como segundo single. Outras faixas apresentadas foram "Nowhere Left to Run" e a balada "I'll Be Your Man". A banda realizou uma turnê mundial, a Before the Noise Tour, para divulgar o disco.
A banda planejava lançar o sucessor de Above the Noise no primeiro semestre de 2014. Eles começaram a tocar algumas de suas novas músicas em março de 2012, na turnê Keep Calm and Play Louder. Em uma entrevista para o The News, Tom afirmou que Danny iria produzir todo o disco, que seria "o mais genuinamente McFly" que já fizeram. As gravações terminaram no final de junho de 2012. Em dezembro de 2012 foi lançado o segundo greatest hits da banda, intitulado Memory Lane: The Best of McFly, lançado em versão normal e deluxe, com dois CDs, sendo que o segundo é composto de covers e demos. O primeiro single da coletânea, "Love Is Easy", foi lançado em 11 de novembro de 2012 e a própria foi lançada dia 26 do mesmo mês.

### 2013-2015:Royal Albert Hall,McBusted
Em 2013 foram encerradas as gravações para o sexto álbum. Durante as comemorações de dez anos da banda no Royal Albert Hall, James Bourne e Matt Willis do Busted se juntaram à banda para tocar três músicas. Mais tarde, em 11 de novembro de 2013, foi anunciada uma turnê das duas bandas com o nome de McBusted, com Charlie Simpson fora do projeto.
Também nos shows do Royal Albert Hall, o McFLY tocou a música que seria o primeiro single do sexto álbum, Love Is On The Radio.  No dia 6 de novembro foi lançado o videoclipe da música e no dia 24 de novembro o single foi lançado, além de outras versões da mesma música: Dougie's Silent Agression Mix, com Dougie Poynter nos vocais, McBusted Mix, com James Bourne e Matt Willis e Hopeful Live Mix, com a irmã de Tom Fletcher, Carrie Hope Fletcher. Foi lançado em dezembro de 2013 o CD+DVD dos shows do Royal Albert Hall.
Em 2013 foi lançado também a autobiografia da banda, denominada Unsaid Things... Our Story. No Brasil o livro foi lançado pela editora Best Seller com o nome Unsaid Things... Nossa História.
Em 2014, McBusted entrou em turnê - após o nascimento do filho de Tom Fletcher e Giovanna Falcone, sua esposa, no inicio de março. No dia 22 de fevereiro de 2014, Tom Fletcher anunciou em seu Twitter o adiamento do Álbum Seis, por conta do álbum McBusted.
Em 2015, Tom Fletcher disse em uma entrevista que McBusted foi uma oportunidade de se divertirem mas McFly é para a vida. Logo depois foi anunciado a volta do Busted com a formação original, James, Matt e Charlie, no entanto Tom lançou um vídeo em sua conta no youtube falando que o futuro do McFly ainda era incerto.
2016: Anthology Tour
Em 2016 a banda se reuniu novamente e deu início à Anthology Tour, no dia 13 de setembro, em Glasgow no Reino Unido. A turnê tem como proposta apresentar todas as músicas da banda ao vivo. Passaram pelas cidades Glasgow, Birmingham, Manchester e Londres.
2017:
Em 9 de janeiro de 2017, McFly voltou ao estúdio para trabalhar em seu famigerado álbum 6. Não lançaram e nem divulgaram nada sobre, apenas que estavam gravando o sucessor do Above The Noise.
Atualmente, cada integrante tem seus projetos, deixando a produção do álbum de lado mais uma vez, tornando a banda inativa novamente.

## Covers

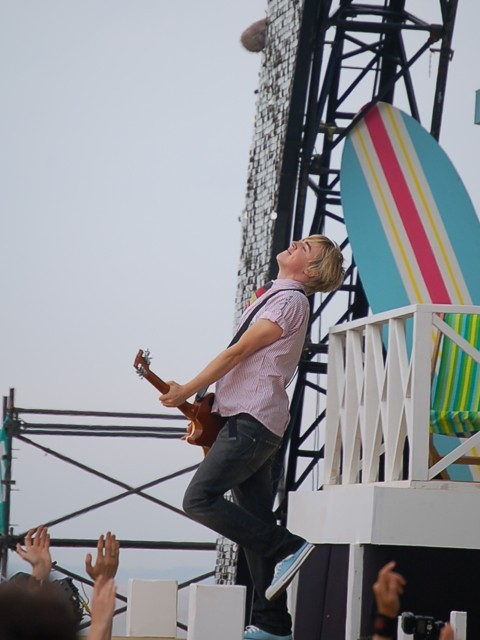
Um dos vocalistas, Tom Fletcher, em 2006.

McFly tem gravado e apresentado uma variedade de covers lançados oficialmente e de covers não-oficias de canções. McFly trabalhou juntamente com a banda Busted em um cover da canção "Lola", dos The Kinks - que foi b-side de "5 Colours in Her Hair" -  e uma versão de "Build Me Up Buttercup", dos The Foundations, para o single "Crashed the Wedding", do Busted. O cover que eles fizeram de "Help!", originalmente dos The Beatles, fez parte do single "Obviously", enquanto "She Loves You", também dos The Beatles, esteve presente no single "That Girl". A canção natalina "Deck the Halls" e "Crazy Little Thing Called Love", do Queen, estão no single Room on the 3rd Floor. Em dezembro de 2004, eles apresentaram "Little Saint Nick", originalmente dos The Beach Boys, no especial de natal da EastEnders. Lançaram "You've Got a Friend", originalmente de Carole King, que foi lançada como single com "All About You". McFly também gravou "Mr Brightside", dos The Killers, presente no single "I Wanna Hold You" e "I Predict a Riot", originalmente de Kaiser Chiefs, que apresentaram na BBC Radio 1 Live Lounge e está no single "Ultraviolet"/"The Ballad of Paul K". Eles se associaram com Roger Daltrey (The Who) em setembro de 2005 para regravar a canção "My Generation", de 1965, para arrecadar dinheiro para a Teenage Cancer Trust e para lançar o novo serviço de download digital da HMV. Eles também lançaram um cover de "Pinball Wizard", do The Who, no single "I'll Be OK", com um videoclipe. McFly apresentou uma versão de "The Boys Are Back in Town", do Thin Lizzy, no The Prince's Trust, em 20 de maio de 2008. Eles lançaram "Don't Stop Me Now", originalmente do Queen e que havia sido gravada para arrecadar dinheiro para o Sport Relief 2006, como duplo a-side, junto com a canção Please, Please. Quando apresentaram essa canção durante a turnê Motion in the Ocean, dividiram o palco com o guitarrista do Queen, Brian May, na Wembley Arena. May também tocou o refrão de abertura de 5 Colours in Her Hair. Matt Willis também se juntou com o McFly para tocar "Don't Stop Me Now" na Wembley Arena e na Manchester Evening News Arena. Também na turnê, eles apresentaram "Fight for Your Right" originalmente dos Beastie Boys e o tema de "Ghostbusters", de Ray Parker Jr. Algumas semanas depois, eles abriram o Children in Need 2006 com "I Want to Hold Your Hand", dos The Beatles. Eles regravaram "Happy Xmas (War Is Over)" de John Lennon, para a BBC Radio 1's Live Lounge. A canção "Rockin' Robin", originalmente de Bobby Day, foi apresentada no especial de natal do Top of the Pops e também fez parte do single "Sorry's Not Good Enough/Friday Night".

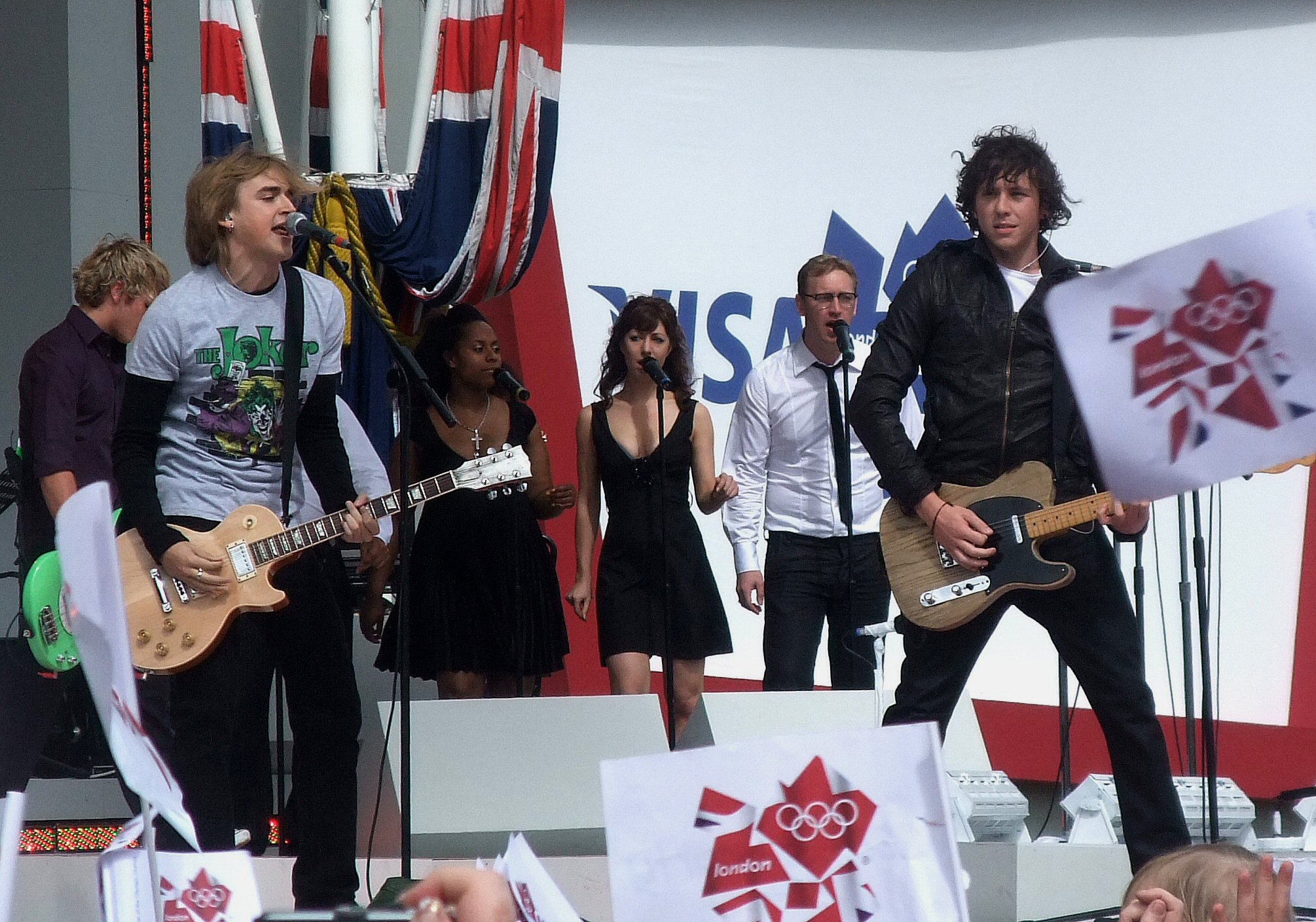
McFly se apresentando na London 2012 Olympic Visa Party, em Londres

 Em 23 de fevereiro de 2007, McFly apresentou a canção "Rocks", de Primal Scream, com Charlotte Church, no The Charlotte Church Show. Lançaram "Baby's Coming Back", originalmente do Jellyfish, como duplo a-side, junto com a canção "Transylvania". Também gravaram a canção "You're the One That I Want" do musical Grease para um álbum que tinha como objetivo auxiliar a Association of Children's Hospices e que foi gravado em cinco dias, Over the Rainbow. Eles estavam entre os quarenta artistas que gravaram uma faixa para as celebrações de aniversário da Radio 1’s, regravando "Town Called Malice", da banda The Jam, para fazer parte da coletânea Radio 1 Established 1967. A canção "Umbrella", de Rihanna, foi regravada pelo McFly para o single "The Heart Never Lies". Eles também fizeram um cover de "Born to Run", de Bruce Springsteen, para a BBC Radio 1's Live Lounge. Eles apresentaram "The Winner Takes It All", originalmente da ABBA, na London 2012 Olympic Visa Party em 24 de agosto de 2008 e uma versão acústica da canção foi colocada no single "Lies". A banda também gravou "I Kissed a Girl", da cantora Katy Perry para a BBC Radio 1's Live Lounge em 10 de setembro de 2008. Fizeram um cover de "Stay With Me", originalmente do The Faces e foi lançada como como duplo a-side, com a canção "Do Ya". Também apresentaram "Black or White", de Michael Jackson, durante a turnê Radio:Active, com apenas Danny Jones cantando. No dia 21 de abril, McFly apresentou "The Promise", um cover de Girls Aloud durante a turnê Up Close…And This Time It's Personal. Em sua turnê europeia, eles cantaram um trecho da canção "I Gotta Feeling", do Black Eyed Peas. No Live Lounge da BBC Radio 1, a banda apresentou um cover da canção "Dynamite", de Taio Cruz, em 10 de setembro de 2010. A banda apresentou um cover da canção "Pass Out", do rapper Tinie Tempah, no Above The Noise Tour.

## Super Records
Super Records Ltd. é um selo independente operado e de propriedade do McFly. Inicialmente a banda tinha contrato assinado com a gravadora Universal Island Records. Embora tenha deixado a gravadora, os singles do McFly ainda eram distribuídos por uma empresa chamada "Absolute", que faz parte do grupo Universal. Em 2010, antes do lançamento do quinto álbum da banda, eles voltaram a assinar com a Island, em um acordo para dividir todos os lucros em 50%.

## Aparições em filmes e televisão

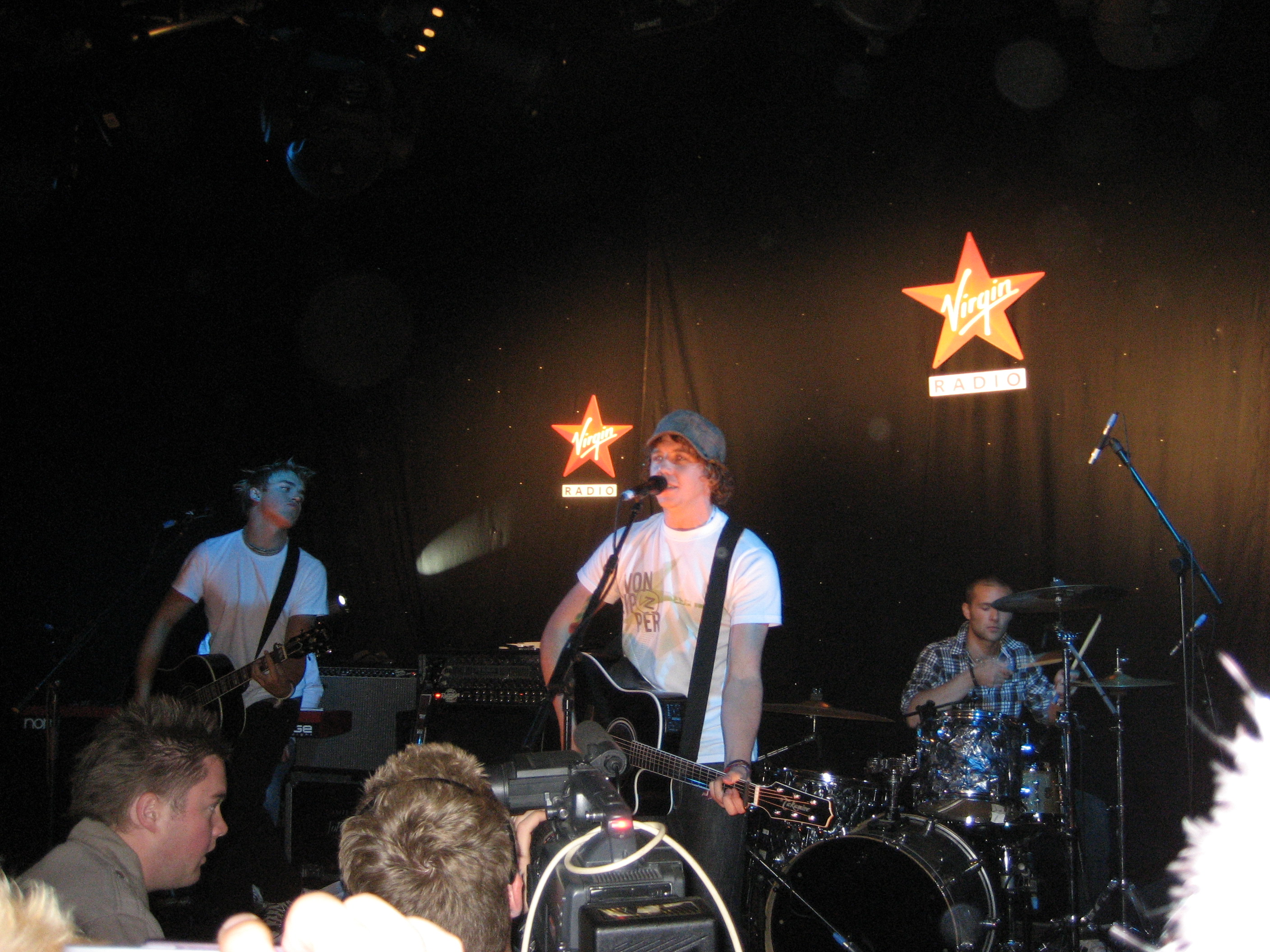
McFly no Virgin Radio

Em Janeiro de 2005, a banda participou de um episódio da série britânica Casualty. Em Maio de 2006, estrelaram no filme de comédia Just My Luck, com Lindsay Lohan e Chris Pine, que foi lançado em os EUA em 12 de maio de 2006 e no Reino Unido em 30 de junho de 2006. A banda se apresentou no Hammersmith Apollo de Londres em 19 de maio de 2005, e essa apresentação foi mostrada no filme. Em 16 de março de 2007, McFly esteve no programa humorístico Top Gear of the Pops, onde foram desafiados a escrever uma canção do zero, sem usar as palavras 'love', 'baby' e 'heart'. Além disso, tinham que incluir na canção as palavras 'sofa', 'administration' e 'Hyundai'. Próximo ao final do programa eles realizaram a canção, que chamaram de "Sofa, Hyundai, Administration".
Em 23 de junho de 2007, McFly fez uma participação especial no episódio "The Sound of Drums" da série de ficção científica Doctor Who. Em 22 de outubro do mesmo ano, eles apresentaram o Nickelodeon UK Kids Choice Awards. Também participaram do programa Ghosthunting with… em 2007.
Em 25 de agosto de 2008, McFly se apresentou no London 2012 Olympic Visa Party. Em 14 de dezembro de 2008, cantaram no Miss Mundo 2008, na África do Sul. As canções "5 Colours In Her Hair" e "Lies" foram tocadas durante a apresentação. Em 2008, quando estavam no Brasil, participaram de dois programas da Rede Globo, Domingão do Faustão e Altas Horas .
Em 2009, participaram do programa brasileiro Casseta & Planeta, Urgente!, tocando em uma periferia do Rio de Janeiro. A gravação do programa foi feita no final de maio, com a presença de diversos fãs da banda no local,e a exibição aconteceu em 9 de junho. Também estiveram no programa Domingão do Faustão pela segunda vez, apresentando as canções "Falling in Love", "One For The Radio", "Lies" e "Do Ya". Em 2011, participou pela segunda vez do programa Altas Horas, tocando as canções "Party Girl", "Falling in Love" e "Shine a Light".

## Discografia
Álbuns de estúdio
- Room on the 3rd Floor (2004)
- Wonderland (2005)
- Motion in the Ocean (2006)
- Radio:ACTIVE (2008)
- Above the Noise (2010)
- Young Dumb Thrills (2020)

## Prêmios
| Ano  | Prêmio                            | Categoria                        | Vencedor(es)                        |
| ---- | --------------------------------- | -------------------------------- | ----------------------------------- |
| 2004 | Walt Disney Awards                | Melhores Recém-Chegados          | McFly                               |
| 2004 | Smash Hits Awards                 | Melhor Banda Inglesa             | McFly                               |
| 2004 | Smash Hits Awards                 | Melhores Estrelas do Ano         | McFly                               |
| 2004 | Smash Hits Awards                 | Melhor Álbum                     | Room on the 3rd Floor               |
| 2004 | Smash Hits Awards                 | Melhor Videoclipe                | "That Girl"                         |
| 2004 | Smash Hits Awards                 | Mais Merecedor de Fãs            | Danny Jones                         |
| 2005 | Smash Hits Awards                 | Melhor Banda Inglesa             | McFly                               |
| 2005 | Smash Hits Awards                 | Melhor Single                    | "All About You"                     |
| 2005 | Smash Hits Awards                 | Melhor Álbum                     | Wonderland                          |
| 2005 | Smash Hits Awards                 | Mais Beijável                    | Danny Jones                         |
| 2005 | Brit Awards                       | Melhor Atuação Pop               | McFly                               |
| 2006 | Virgin.net Music Awards           | Melhor Grupo                     | McFly                               |
| 2007 | Nickelodeon UK Kids Choice Awards | Melhor Banda                     | McFly                               |
| 2007 | UK Festival Awards                | Melhor Atuação Pop               | McFly (pela aparição no V Festival) |
| 2007 | Virgin.net Music Awards           | Melhor Atuação Ao Vivo           | McFly                               |
| 2008 | Nickelodeon UK Kids Choice Awards | Melhor Banda                     | McFly                               |
| 2009 | Meus Prêmios Nick                 | Artista Internacional Favorito   | McFly                               |
| 2009 | UK Music Video Awards             | Melhor Cobertura Musical Ao Vivo | Radio:Active Live At Wembley        |